# Вітання з Голландії
Вітання з Голландії (нід. Groeten Uit Holland; 2006) — короткометражний художній фільм (20 хв.) нідерландського виробництва. Прем'єра відбулася 22 вересня 2006 року на Міжнародному Кінофестивалі «Film By The Sea» («Фільм біля моря») в голландському місті Флісіньген (нід. Vlissingen).

## Короткий зміст
«Вітання з Голландії» — фільм, який знято та змонтовано зі своєрідним гумором, що торкається досить актуальної й болючої теми в Голландії — наркотиків. Три студентки знімають аматорський документальний фільм про наркотики й потрапляють в досить ризиковану ситуацію, пов'язану з великою партією кокаїну. За сюжетом фільму, також російська мафія задіяна в продажі наркотиків в Амстердамі, зокрема, красуня-бандитка Світлана, проте очолює все це нелегальне угрупування не хто інший як комісар голландської поліції…

## Над фільмом працювали
- Режисер: Андріс Коойман (Andries Kooijman)

### В головних ролях
- Лінда: Нінке Брінкгаюс (Nienke Brinkhuis)
- Світлана: Галина Кияшко (Galyna Kyyashko)

А також: Стела Бергсма (Stella Bergsma), Манон Ромайн (Manon Romijn), Кевін Стайнер (Kevin Stayner) та інші.